# Krumovgrad
Krumovgrad (in bulgaro Крумовград?; in turco Koşukavak) è un comune bulgaro situato nel distretto di Kărdžali di 45 683 abitanti (dati 2009). La sede comunale è nella località omonima.

## Geografia fisica
Krumovgrad è situata nella vallata del torrente Krumovica, nei Rodopi Orientali, nell'estremo sud della Bulgaria. Dista 307 km dalla capitale Sofia.

## Storia
Fu conquistata dall'esercito bulgaro durante la prima guerra balcanica e annessa alla Bulgaria con la firma del trattato di Costantinopoli del 1913. Nel 1934 la cittadina assunse la denominazione attuale in omaggio al khan Krum.

## Società

### Ripartizione linguistica
La maggioranza della popolazione (70,10 %) è di madrelingua turca. Il 27,30 % è di etnia bulgara.

## Geografia antropica

### Località
Il comune è formato dall'insieme delle seguenti località:
- Krumovgrad (Sede comunale)
- Avren
- Bagrilci
- Baraci
- Blagun
- Bojnik
- Brjagovec
- Buk
- Čal
- Černičevo
- Černooki
- Dăždovnik
- Devesilica
- Devesilovo
- Doborsko
- Dolna Kula
- Dolni Juruci
- Džanka
- Egrek
- Edrino
- Goljam Devesil
- Goljama Činka
- Goljamo Kamenjane
- Gorna Kula
- Gorni Juruci
- Grivka
- Gulija
- Gulijka
- Hisar
- Hrastovo
- Kačulka
- Kăklica
- Kalajdžievo
- Kamenka
- Kandilka
- Kotlari
- Kovil
- Kožuharci
- Krasino
- Leštarka
- Limec
- Lulička
- Malăk Devesil
- Malka Činka
- Malko Kamenjane
- Metlika
- Morjanci
- Orešari
- Ovčari
- Padalo
- Pašinci
- Pelin
- Perunika
- Podrumče
- Polkovnik Željazovo
- Potočarka
- Potočnica
- Raličevo
- Ribino
- Rogač
- Ručej
- Samovila
- Sbor
- Siniger
- Skalak
- Sladkodum
- Slivarka
- Stari čal
- Strandževo
- Stražec
- Studen kladenec
- Tintjava
- Tokačka
- Topolka
- Vransko
- Zvănarka
- Zimornica
- Zlatolist